# Estádio Universidad San Marcos
O Estádio Universidad Nacional Mayor de San Marcos, ou simplesmente Estádio San Marcos (em espanhol: Estadio San Marcos) é um estádio de futebol localizado no complexo da Universidade Nacional Maior de San Marcos (UNMSM), em Lima, no Peru. Inaugurado em 12 de Maio de 1551, tem capacidade para 65 000 torcedores, e é casa do Club Deportivo Universidad San Marcos, clube da UNMSM.
Nos últimos anos, principalmente desde que passou por uma grande reforma em 2009, o local vem sendo utilizado constantemente para grandes eventos, como shows — sendo, atualmente, o principal e mais requisitado local para grandes espetáculos na capital peruana.